# 2-е экспедиционное соединение морской пехоты
2-е экспедиционное соединение морской пехоты (англ. II Marine Expeditionary Force, II MEF) — тактическая группировка наземных сил и авиации (Marine Air Ground Task Force, MAGTF) Корпуса морской пехоты США.

## Структура
Основными формированиями 2-го экспедиционного соединения морской пехоты являются:.
- Группа управления (II Marine Expeditionary Force Headquarters Group)
  - Штаб (II Marine Expeditionary Force Headquarters)
  - 2-й разведывательный батальон (2nd Intelligence Battalion)
  - 2-й батальон военной полиции (2nd Law Enforcement Battalion)
  - 2-й батальон радиоэлектронной борьбы (2nd Radio Battalion)
  - 8-й батальон связи (8th Communications Battalion)
  - 2-я рота взаимодействия с ВМС и авиацией (2nd Air Naval Gunfire Liaison Company (ANGLICO))
- 2-я дивизия морской пехоты (2 дмп) (2nd Marine Division)
- 2-е авиационное крыло морской пехоты (2nd Marine Aircraft Wing)
- 2-я группа тылового обслуживания морской пехоты (2nd Marine Logistics Group)
- 2-я экспедиционная бригада морской пехоты (2nd Marine Expeditionary Brigade)
- 22-й экспедиционный отряд морской пехоты (22nd Marine Expeditionary Unit)
- 24-й экспедиционный отряд морской пехоты (24th Marine Expeditionary Unit)
- 26-й экспедиционный отряд морской пехоты (26th Marine Expeditionary Unit)